# Hillary’s America: The Secret History of the Democratic Party
Hillary’s America: The Secret History of the Democratic Party ist ein politischer Dokumentarfilm aus dem Jahr 2016 über die Präsidentschaftskandidatin Hillary Clinton und die Geschichte der Demokratischen Partei. Für Drehbuch und Regie waren Dinesh D’Souza und Bruce Schooley verantwortlich. Der Film kam im Juli 2016 heraus und wurde von einem Buch von D'Souza mit dem gleichen Namen begleitet. Hillary's America: The Secret of the Democratic Party war der erfolgreichste US-Dokumentarfilm 2016 und nahm 13,1 Mio. USD ein.

## Film
Der Film handelt von Kritik an der Geschichte der Demokratischen Partei vom Präsidenten Andrew Jackson, einem Mitgründer der Demokratischen Partei der USA, bis heute.

## Filmkritiken
Bei Rotten Tomatoes wurde der Film, basierend auf 27 Filmkritiken, beim Tomatometer nur zu 4 % positiv bewertet (1 fresh zu 26 rotten). Beim Publikum vergaben hingegen 80 % ein liked it. Bei Metacritic hatte der Film die zweitschlechteste Bewertung, welche je vergeben wurde. Er erhielt, basierend auf 17 Filmkritiken, 2 Punkte von 100 Punkten.

## Filmpreise
Bei der Goldenen Himbeere 2017 (englisch 37th Golden Raspberry Awards) wurde der Film für fünf Goldene-Himbeere-Preise nominiert und gewann vier. Der Film wurde als Schlechtester Film ausgezeichnet, Dinesh D’Souza als Schlechtester Schauspieler, Rebekah Turner als Schlechteste Schauspielerin und Dinesh D’Souza und Bruce Schooley für die Schlechteste Regie. Nur die Nominierung von Dinesh D’Souza und Bruce Schooley für das Schlechteste Drehbuch war nicht erfolgreich.